# Desktop publishing
Desktop publishing forkortes også til dtp.
Som navnet siger handler det om at udgive publikationer på et skrivebord, underforstået skrivebordet (engelsk: desktop) på en pc. Frasen desktop publishing stammer fra Paul Brainerd, der med firmaet Aldus Corporation lavede et af de første dtp-programmer: Aldus Pagemaker i 1985. 
Men edb-baseret fotosætning og fotosats blev påbegyndt allerede i 1978 med programmet TeX, som viste, at højkvalitetstryk kunne produceres på en minidatamat og/eller pc. Endnu tidligere end dette var det særdeles bekosteligt at lave en sats på en større datamat, eg. mainframe, så man kan roligt sige, at dtp var årsag til flytningen fra maskinhal til skrivebord.
Den "gamle" metode er den typografiske metode – helt tilbage til Gutenberg og via blyet – til den mere moderne opsætning med redigeringsborde, layout og fotografering af en opsætning, før den gik til trykning.
Et andet udtryk, der er forbundet med dtp, er pre-press – eller den aktivitet, der netop går forud for den egentlige trykning.
Dtp handler især om kombinationen og opsætningen af tekst og billeder på en side. Et normalt tekstbehandlingsprogram kan klare omløbende tekst, men er ikke særlig god til placering af billeder. Et normalt billedbehandlingsprogram er god til håndtering af billeder, men er normalt dårlig til at klare selv enkle tekster i eller omkring billedet.

## Dtp-programmer
- Corel Suite
- Adobe InDesign
- Adobe PageMaker (tidligere: Aldus PageMaker)
- Microsoft Publisher
- Quark Xpress
- Serif PagePlus
- TeX og LaTeX (Open source)
- Scribus (Open source)